# Internationale Liga van Religieus-Socialisten
De Internationale Liga van Religieus-Socialisten (of Religieus-Socialistische Internationale) is een overkoepelende organisatie van religieus-socialistische groeperingen en pressiegroepen. De ILRS werd in de jaren 20 opgericht en bestaat thans uit 21 organisaties en 200.000 leden. Door de geschiedenis heen is de ILRS vooral gelinkt aan het christensocialisme, maar sinds enige jaren is men ook toenadering gaan zoeken tot andere godsdiensten (onder andere in Amerika, Afrika, Azië en Australië).
De ILRS is geassocieerd aan de Socialistische Internationale.
Organisaties die lid zijn van de ILRS:
- Ernest Burgmann Society (Australië)
- Arbeitsgemeinschaft Christentum und Sozialismus (ACUS, Oostenrijk)
- Christian Socialist Movement (Groot-Brittannië)
- Bulgaarse Religieuze Sociaaldemocraten (Bulgarije - waarnemersstatus)
- Cristianos por la Liberacion (Costa Rica)
- Frente Nacional de Cultos (Dominicaanse Republiek)
- Contak (Filipijnen)
- Kristillisten Sociodemokraattinen Liito (Finland)
- Bund der Religiösen Sozialistinnen und Sozialisten Deutschlands e.V. (BRSD Duitsland)
- Religieus-Socialistische Sectie van de MSZP (Hongarije)
- Cristiano Sociali (Italië)
- Letse Christen-Sociaaldemocratische Organisatie (Letland)
- Religieuze Sociaaldemocraten (Litouwen)
- Trefpunt van Socialisme en Levensbeschouwing (Nederland)
- Noorse Broederschap Beweging (Kristne Arbeidere) (Noorwegen)
- Norabideak/Cristianos en al PSOE (Spanje)
- Satyodaya (Sri Lanka)
- Religion & Socialism Commission (Verenigde Staten van Amerika)
- ANC Commissie Religie en Socialisme (Zuid-Afrika)
- Broderskap Rörelsen (Zweden)
- Religiös-Sozialistische Vereinigung der Deutschschweiz (Zwitserland)